# Epicauta triquetra
Epicauta triquetra är en skalbaggsart som beskrevs av Werner 1958. Epicauta triquetra ingår i släktet Epicauta och familjen oljebaggar. Inga underarter finns listade i Catalogue of Life.